# Павелецкая (станция метро, Замоскворецкая линия)
«Павеле́цкая» — станция Замоскворецкой линии Московского метрополитена. Расположена между станциями «Новокузнецкая» и «Автозаводская». Находится на территории района Замоскворечье Центрального административного округа города Москвы. Своё название получила по Павелецкому вокзалу, в здании которого ныне находится её вестибюль. Станция была открыта 20 ноября 1943 года (третья очередь строительства) одновременно со станцией «Новокузнецкая» на действующем участке «Площадь Свердлова» (ныне «Театральная») — «Завод им. Сталина» (ныне «Автозаводская»). Первоначально станция была построена пилонной двухсводчатой, в ходе реконструкции (1948—1959 годы) была перестроена в колонную трёхсводчатую. Имеет переход на одноимённую станцию Кольцевой линии. Перронный зал станции является объектом культурного наследия народов России регионального значения.

## История
Проект Замоскворецкого радиуса с трассировкой через Павелецкий вокзал появился в 1934 году. До этого Замоскворецкий радиус проектировался через Добрынинскую площадь. Первоначально участок Замоскворецкого радиуса от «Площади Свердлова» до Павелецкого вокзала было предложено построить в составе второй очереди метрополитена. 10 июля 1937 года Совет народных комиссаров СССР постановлением № 1090 утвердил состав линий и проект трассы третьей очереди метро. На Замоскворецком радиусе проектировались три станции — «Новокузнецкая», «Павелецкая» и «Завод имени Сталина», которые планировалось открыть в декабре 1939 года. Строительство началось в 1938 году. В связи с началом Великой Отечественной войны строительство было остановлено. Возобновили стройку в 1942 году.
Конструкция станции «Павелецкая» была похожа на конструкцию «Маяковской», колонная трёхсводчатая, однако конструктор А. Н. Пирожкова внесла ряд оригинальных новшеств, обеспечивавших экономию металла и облегчавших строительные работы. Конкурс на архитектурный проект станции выиграли братья В. А. и А. А. Веснины. Архитектурный образ станции, созданный Весниными, — расцвет социалистического Донбасса. Эта тема находила своё выражение и в вестибюлях, но главным образом она развивалась в центральной части станции. Проектным названием станции также была «Донбасская». Веснины решили использовать смальтовую мозаику (планировалось разместить 14 мозаик) на своде центрального зала. Мозаики предполагалось поместить прямо на своде, без углублений и куполов, что способствовало лучшему просмотру мозаик. Мозаичные панно должны были иллюстрировать индустриальный расцвет Донбасса и социалистической Украины. Эскизы нарисовал А. А. Дейнека. Набор мозаик был произведён в Ленинграде В. А. Фроловым, однако панно оказались невостребованными, поскольку с началом войны металлоконструкции для «Павелецкой» остались в Днепропетровске на временно оккупированной территории. Поэтому проект был изменён на двухсводчатую станцию без центрального зала с пилонным участком перед эскалатором. Временное оформление станции было начато архитектором Н. С. Князевым, затем продолжено совместно с А. Н. Душкиным и было закончено ввиду военного времени в несколько дней. Предполагалось путевые залы оставить с обнажёнными тюбингами, с покраской по типу Крымского моста, но и это мероприятие не укладывалось в сроки. В результате залы были просто подшиты цементными щитами. Восемь мозаичных панно были размещены на станции «Новокузнецкая».
Станция была открыта одновременно с «Новокузнецкой» в составе третьей очереди строительства Московского метрополитена 20 ноября 1943 года на действующем перегоне «Площадь Свердлова» — «Завод имени Сталина». После ввода в эксплуатацию этих станций в Московском метрополитене стало 25 станций. С 1 января 1943 года поезда следовали через «Павелецкую» без остановки из-за задержек в поставке эскалаторов. В связи с тем, что завод по производству эскалаторов находился в блокадном Ленинграде, заказ был передан московским предприятиям. Эскалаторы для глубоких станций третьей очереди поступили только к лету 1943 года.
В 1948 году началась реконструкция станции по проекту, близкому к первоначальному (авторы — С. В. Лященко, Е. С. Демченко). Перестройка станции в колонную началась с короткого участка в три колонных секции у северного выхода. Этот участок станции открыли 21 февраля 1953 года вместе с эскалаторным наклоном в вестибюль «Павелецкой»-кольцевой, что соединило две станции. После этого перестройка осуществлялась между северным выходом и центром станции, этот участок открылся 30 июля 1955 года вместе с одним спуском в новый переход на станцию Кольцевой линии. Последний участок, от центра станции (включая второй спуск в переход) до сохранившегося поныне пилонного участка станции, был раскрыт к 20 апреля 1959 года. Реконструкцию пилонного участка возле южного выхода было решено не производить по причине необходимости закрытия на период реконструкции напряжённого выхода со станции на Павелецкий вокзал.
В 1982 году началась реконструкция Павелецкого вокзала, в результате которой южный вестибюль был встроен в увеличенное здание вокзала и перестроен. 20 апреля 1987 года загорелся подъезжавший к станции поезд. Поезд был доведён до станции, пассажиры своевременно эвакуированы. В результате пожара серьёзно пострадала отделка южного торца станции. Но в то время реконструировался Павелецкий вокзал, и была проведена замена отделки «старой» части станции, придавшая ей мрачный вид и усилившая непохожесть старой и новой частей станции.

## Архитектура и оформление

### Вестибюли
Станция имеет два наземных вестибюля, расположенных на разных сторонах Павелецкой площади. Южный вестибюль был открыт вместе со станцией в 1943 году. Авторы вестибюля — А. Н. Душкин и Н. С. Князев. Изначально вестибюль представлял собой отдельно стоящий павильон вблизи здания Павелецкого вокзала. Он имел форму куба. На фасаде, выходящем на площадь, — четыре широких пилястры, между двумя из них пролёты использовались для входа и выхода, а средний — для большой мемориальной доски из красного гранита. Вход и выход расположены в симметрично расположенных глубоких и высоких полукруглых арках, снабжённых декоративными ажурными воротами. Снаружи фасад облицован красным гранитом. Внутри павильон имел полукруглую стену с маленькими подковообразными окошками. По бокам от эскалатора раньше находились небольшие торшеры. Свод вестибюля был украшен плафоном, на котором было панно В. Ф. Бордиченко на тему славы русского оружия. Стена за эскалатором украшена мраморной мозаикой по эскизу В. Ф. Бордиченко и Е. Д. Машковцевой «Фанфарный салют народу и его вождю И. В. Сталину». После разоблачения культа личности Сталина его профиль был убран, а сюжет мозаики стал трактоваться как «фанфаристы, возвещающие победу».
В результате реконструкции Павелецкого вокзала, проведённой в 1980-х годах, южный вестибюль станции был наполовину снесён, и его фасад встроен в ныне существующее здание Павелецкого вокзала, площадь которого увеличилась в 6 раз. Одновременно был сооружён выход непосредственно в здание вокзала. В настоящее время сохранившийся фасад южного вестибюля можно увидеть внутри здания Павелецкого вокзала (через левую арку ныне осуществляется выход, а правая не задействована в работе метрополитена).
- Фасад южного вестибюля внутри здания Павелецкого вокзала
- Здание Метрогипротранса, в которое встроен северный вестибюль станции

21 февраля 1953 года в ходе первого этапа реконструкции станции был открыт северный эскалаторный тоннель в общий вестибюль с одноимённой станцией Кольцевой линии. Таким образом, появилась возможность осуществления пересадки между станциями. Вестибюль расположен в цоколе и на первых двух этажах дома № 43/16 по Новокузнецкой улице, который позднее занял Метрогипротранс. Он представляет собой ансамбль из двух помещений. Круглый эскалаторный зал перекрыт куполом. В него открываются верхние арки эскалаторных тоннелей обеих станций, а также арочные проёмы, обозначающие входы и выходы. Оставшиеся простенки заняты большими сводчатыми окнами. Эскалаторный зал перекрыт куполом, поверхность которого украшена лепными розетками, к вершине уменьшающимися в размере, в центре — углубление синего цвета, создающее ощущение неба. Фриз под куполом украшен смальтовым панно (художник — И. А. Рабинович). Тема мозаики — «Сталинский план преобразования природы», на ней изображены гирлянды в виде хлебов, плодов, цветов, овощей. На карнизе над фризом ранее осуществлялась подсветка мозаики. Кассовый зал охватывает эскалаторный в виде широкой дуги и соединяется с ним арочными проёмами. Он украшен стройными гранёными колоннами, облицованными светлым мрамором. Снаружи часть дома, занятая вестибюлем, оформлена глубоким портиком на широких и тонких пилонах-простенках и со сводчатыми проходами.
В начале 2000-х на станции была проведена замена эскалаторов. В обоих вестибюлях модели Н заменены моделями ЭТ-3М с балюстрадами из нержавеющей стали. В северном вестибюле ремонт проведён в 2000 году (дата открытия вестибюля после реконструкции 31 декабря 2000 года), в южном — в 2002-м (дата открытия вестибюля после реконструкции 26 декабря 2002 года).

### Станционный зал
Бо́льшая часть станции, примыкающая к северному выходу — колонной трёхсводчатой конструкции. Свод центрального зала состоит из ряда куполов, которые опираются на два ряда тонких, изящных колонн. В вершине каждого купола расположен кессон, в котором скрыты светильники. Колонны соединяются друг с другом пологими арками, образующими проходы между центральным и боковым залами. Своды боковых залов значительно ниже центрального и украшены шатровыми куполами, которые с одной стороны опускаются на колонны, а с другой — на пилястры в виде перевёрнутых пирамид. Колонны и путевые стены отделаны белым мрамором месторождения Коелга. Капители колонн украшены крупными металлическими медальонами в виде геральдических щитов в обрамлении лавровых венков, а в центре каждого щита — серп и молот. Пол выложен серо-розовым гранитом. Им же облицован низ путевых стен.
Южная часть станции — пилонная трёхсводчатая. Центральный зал сужается до прохода и расширяется перед эскалатором в южном торце. Пилоны, облицованные светло-розовым мрамором «уфалей», мощные, широкие, простых прямоугольных очертаний. Платформы расширены по сравнению с колонной частью станции. Кое-где встречаются полосы лабрадорита. Со стороны эскалатора внутренние торцовые стенки пилонов прикрыты рифлёными металлическими листами. В самом конце платформы тоннель практически не облицован.
«Ударник Метростроя» в июле 1943 года писал: «В веерной части наклонного хода Павелецкой (начальник объекта товарищ Данелиа) забетонированы лебёдка, тренога от маркшедерского нивелира, спецовка, двери и другие предметы, не имеющие никакого отношения к конструкции сооружения».
Мозаичные панно В. А. Фролова, размещённые на станции «Новокузнецкая» изначально планировались для станции «Павелецкая», причём в существенно большем количестве. В связи с задержкой строительства станций и началом Великой Отечественной войны они были размещены в укороченном центральном зале станции
«Новокузнецкая».
- Станция в 1980-е годы.
- Центральный зал
- Кессон потолка
- Пилоны в южной части станции
- Посадочная платформа
- Эскалатор к южному вестибюлю
- Эскалатор к северному вестибюлю

### Переход
Переход на Кольцевую линию, открытый 30 июля 1955 года, является самым длинным в Московском метрополитене. Он начинается в центре зала с лестничной камеры. Разделённые спуск и подъём выводят в переходный коридор. Стены лестничной камеры облицованы красным грузинским мрамором месторождения Салиэти, а окаймляющий стены парапет — белым мрамором. В красном мраморе имеются окаменелости древних обитателей морей: морских лилий, наутилусов, губок и других. Сводчатый коридор освещается светильниками, упрятанными в небольшие имитирующие окна арки, расположенными по всей его длине. Между арками — устройства обеззараживания воздуха ультрафиолетом, представляющие собой небольшие коробочки из нержавеющей стали. Переход заканчивается в центре зала кольцевой станции лестницами на спуск и на подъём.
- Переход на Кольцевую линию

## Станция в цифрах
- Код станции — 030[8].
- Пикет ПК034+64[28].
- Время открытия станции для входа пассажиров — в 5 часов 35 минут; время закрытия — в 1 час ночи[29].
- Таблица времени прохождения первого поезда через станцию[30]:

| По чётным числам                  | Будние дни | Выходные дни |
| По нечётным числам                | Будние дни | Выходные дни |
| В сторону станции «Новокузнецкая» | 05:43:00   | 05:43:00     |
| В сторону станции «Новокузнецкая» | 05:43:00   | 05:43:00     |
| В сторону станции «Автозаводская» | 05:48:00   | 05:48:00     |
| В сторону станции «Автозаводская» | 05:48:00   | 05:48:00     |

## Расположение
Станция «Павелецкая» Замоскворецкой линии расположена между станциями «Новокузнецкая» и «Автозаводская». Из северного вестибюля выход к улицам — Павелецкая площадь, улица Зацепа и Дубининская, Садовое кольцо (Валовая улица и улица Зацепский Вал), Новокузнецкая улица, из южного — в здание Павелецкого вокзала.

## Наземный общественный транспорт
На этой станции можно пересесть на следующие маршруты городского пассажирского транспорта:
- Автобусы: 538, 913, с932, Б, н8
- Трамваи: А, 3, 38, 39

## Террористический акт в 2004 году
6 февраля 2004 года в 8 часов 32 минуты у первой двери второго вагона поезда, следовавшего в центр по перегону «Автозаводская» — «Павелецкая», произошёл взрыв. Террорист-смертник привёл в действие взрывное устройство, находившееся у него за спиной в рюкзаке. В результате теракта погиб 41 человек (не считая самого террориста), почти 250 человек были ранены. Хотя большинство пассажиров поезда были эвакуированы через станцию «Автозаводская», около 50 человек выбрались на поверхность на «Павелецкой», пройдя перед этим по тоннелю несколько километров, отделявших станцию от места взрыва.

## В культуре
Станция фигурирует в постапокалиптическом романе Дмитрия Глуховского «Метро 2033» и в одноимённой игре.
После смерти Павла я опять остался один… И я должен был как-то добраться до Чёрной станции – меня там ждал Ульман.Артём, Metro 2033
На станции происходит финальная сцена советского фильма 1959 года «Сверстницы», герои поднимаются через северный выход, после того как ушёл последний поезд «в начале третьего ночи». При этом интересно, что до этого они ехали по Кольцевой линии, а вышли из поезда на «Павелецкой» Замоскворецкой линии.
Станция упоминается в стихотворении Игоря Иртеньева «На Павелецкой-радиальной».
В американском фильме «Огненный лис» 1982 года с Клинтом Иствудом в главной роли станция «Павелецкая» также показана местом для побега от агентов КГБ после инсценировки смерти Клинта Иствуда, на самом деле являвшейся убийством американского наркодилера, внешне похожего на Иствуда.